# Гривз, Джон
Джон Гривз (англ. John Greaves, 1602—1652) — английский математик, астроном и антиквар.

## Биография
Джон Гривз родился в Коулморе, близ Олсфорда, графство Хэмпшир. Он был старшим сыном Джона Гривза, пастора (ректора) местного прихода, и Сары Гривз. Младшие братья Джона также стали известными людьми: Николас стал настоятелем собора в Дроморе, Томас — учёным-ориенталистом, а Эдвард — личным врачом короля Карла II и удостоился рыцарского звания.
Джон окончил начальную школу в соседней деревне, а в 1617 году поступил в Баллиол-колледж Оксфордского университета, где в 1621 году получил степень b.a., а в 1628 году — степень Master of Arts в Мертон-колледже. В Оксфорде Джон изучал астрономию и восточные языки, в том числе труды древних восточных астрономов. В 1630 году он был избран на должность профессора геометрии в Грешем-колледже (Лондон). Профессор Питер Тернер, предшественник Гривза на этом посту, познакомил Джона с архиепископом Уильямом Лодом, канцлером Оксфордского университета и куратором Мертон-колледжа. Лод был заинтересован в переводе на английский трудов греческих и арабских учёных, и направил Гривза за границу для сбора рукописей и книг этих авторов.
В 1633 году Гривз некоторое время работал в Лейденском университете (Голландия), где сблизился с известным профессором-арабистом, впоследствии ректором университета Якобусом Голиусом. В 1635 году Гривз работал в Падуанском университете вместе с британским учёным-анатомом Джорджем Интом, там же он познакомился с датчанином Йоханом Родиусом, специалистом по древним мерам и весам и автором комментариев к трудам римского философа-платоника Цельса. После возвращения в Англию последовала вторая командировка Гривза в Европу. В 1636 году через Ливорно Гривз направился в Рим, где в октябре того же года в английском колледже принимал многих известных учёных — Джорджа Инта, Уильяма Гарвея, Гаспаро Берти, Лукаса Хольсте и Афанасия Кирхера. Вероятно, в том же октябре Гривз встречался с Уильямом Петти, агентом графа Арундела в связи с попыткой графа приобрести обелиск Домициана, который лежал разбитым в цирке Максенция. Хотя Арундел заплатил 60 крон за обелиск, папа Урбан VIII запретил вывозить артефакт из страны, а его преемник, папа Иннокентий X, распорядился установить обелиск на площади Навона у фонтана четырёх рек работы Бернини.
В Риме Гривз посетил катакомбы, сделал рисунки Пантеона и пирамиды Цестия, а также исследовал древние единицы мер и весов, опубликовав одни из первых работ по метрологии.
В 1637 году Гривз совершил поездку в Левант с намерением определить широту Александрии, где Птолемей вёл астрономические наблюдения, но это намерение осталось неосуществлённым. Гривз отплыл из Англии в Ливорно вместе с известным востоковедом Эдвардом Пококом, и после краткого визита в Рим в апреле 1638 года прибыл в Константинополь, где познакомился с английским послом в Оттоманской империи Питером Уишем. В Константинополе Гривз приобрёл ряд античных рукописей, в том числе две копии «Альмагеста» Птолемея (по оценке Гривза — «прекраснейшая работа, которую я когда-либо видел»). В планы учёного входило посещение ряда монастырских библиотек на Афоне для подготовки каталога хранящихся там манускриптов и рукописных книг. В монастыри Афона доступ был обычно открыт только для православных, и Гривз получил согласие на доступ в Афон от константинопольского патриарха Кирилла Лукариса, но в июне 1638 года патриарх был обвинён турками в связях с русскими и убит, в силу чего Гривз не смог попасть в Афон.
Из Константинополя Гривз выехал в Александрию, где приобрёл ряд арабских, персидских и греческих рукописей, а также дважды посетил Каир, где провёл исследование египетских пирамид, отличавшееся большей точностью, чем все предыдущие исследования. В отличие от общепринятого тогда мнения, Гривз утверждал, что пирамиды построили не евреи, а египтяне, также, опираясь на арабские источники, верно указал на их предназначение. В 1640 году Гривз вернулся в Англию. Изданная им в 1646 году работа о пирамидах стала первым научным трудом в этой области.
После смерти Джона Бейнбриджа в 1643 году, Гривз стал его преемником в должности савильского профессора астрономии и старшим лектором в колледже Линакра в Оксфорде, но был лишен должности профессора Грешем-колледжа за пренебрежение своими обязанностями. В 1645 году Гривз предпринял попытку реформы календаря; но, несмотря на то, что его план упразднить високосные годы (то есть убрать из календаря 29 февраля) на ближайшие 40 лет был утвержден королём, начавшаяся реформа календаря была свёрнута из-за начавшейся гражданской войны.
В ходе начавшейся гражданской войны Мертон-колледж стал единственным колледжем Оксфордского университета, вставшим на сторону парламента. Начало этому было положено ещё в 1638 году, когда разразился конфликт между уорденом (ректором) Мертон-колледжа Натаниэлем Брентом и покровителем Гривза архиепископом Уильямом Лодом, ярым сторонником короля Карла I. В 1640 году Долгий парламент обвинил Уильяма Лода в измене, после чего он был заключён в Тауэр. После длительных проволочек, весной 1644 года состоялся процесс над Лодом, где Брент выступил свидетелем со стороны обвинения. Несмотря на то, что доказательств государственной измены выявлено не было, в соответствии с биллем об опале парламент приговорил Лода к смертной казни, и 10 января 1645 года он был обезглавлен на Тауэр-Хилл. После этого Гривз, с 1642 года занимавший должность субуордена (вице-ректора) Мертон-колледжа, подал королю петицию с требованием снятия Брента с должности уордена, и Карл I 27 января это требование удовлетворил.
Но в 1647 году Натаниэль Брент был назначен главой парламентской комиссии, созданной «для исправления правонарушений, злоупотреблений и нарушений» в Оксфордском университете. После того, как Т.Ферфакс захватил Оксфорд и Брент вернулся из Лондона, Гривз был обвинен в использовании средств Мертон-колледжа в интересах короля. Многие из книг и рукописей, собранных Гривзом, были разграблены солдатами после захвата Оксфорда, хотя другу Гривза, антиквару Джону Селдену удалось восстановить некоторые из них. Несмотря на протекцию своего брата Томаса, Джон Гривз 9 ноября 1648 года был формально лишён должностей субуордена и савильского профессора астрономии, но фактически оставался савильским профессором до августа 1649 года. Преемником Гривза в должности савильского профессор астрономии стал Сет Уорд, который стал добиваться, чтобы Гривзу была выплачена причитавшаяся ему заработная плата (около 500 фунтов стерлингов). По-видимому, эти средства Гривзу так и не были выплачены, поскольку они выплачивались из доходов от земельных участков в графствах Кент и Эссекс, которые были под контролем парламента, а не короля. Уорд также выплатил Гривзу определённую сумму из собственной зарплаты.
Полученных средств Гривзу хватило до конца жизни. Он переехал в Лондон, женился и на досуге занимался редактированием книг и рукописей. Джон Гривз умер в Лондоне в возрасте 50 лет, и был похоронен в церкви St Benet Sherehog, сгоревшей во время великого пожара 1655 года.
Душеприказчиком Джона был его брат Николас, который передал коллекцию монет и астрономические инструменты брата в Оксфордский университет, для использования савильскими профессорами астрономии. Две астролябии Гривза находятся в Музее истории науки.

## Издания
- «Пирамидография, или рассуждение о пирамидах в Египте», Лондон, 1646.